# Wolfgang Weinzierl
Wolfgang Weinzierl (* 1945 in Ingolstadt) ist ein deutscher Landschaftsarchitekt.

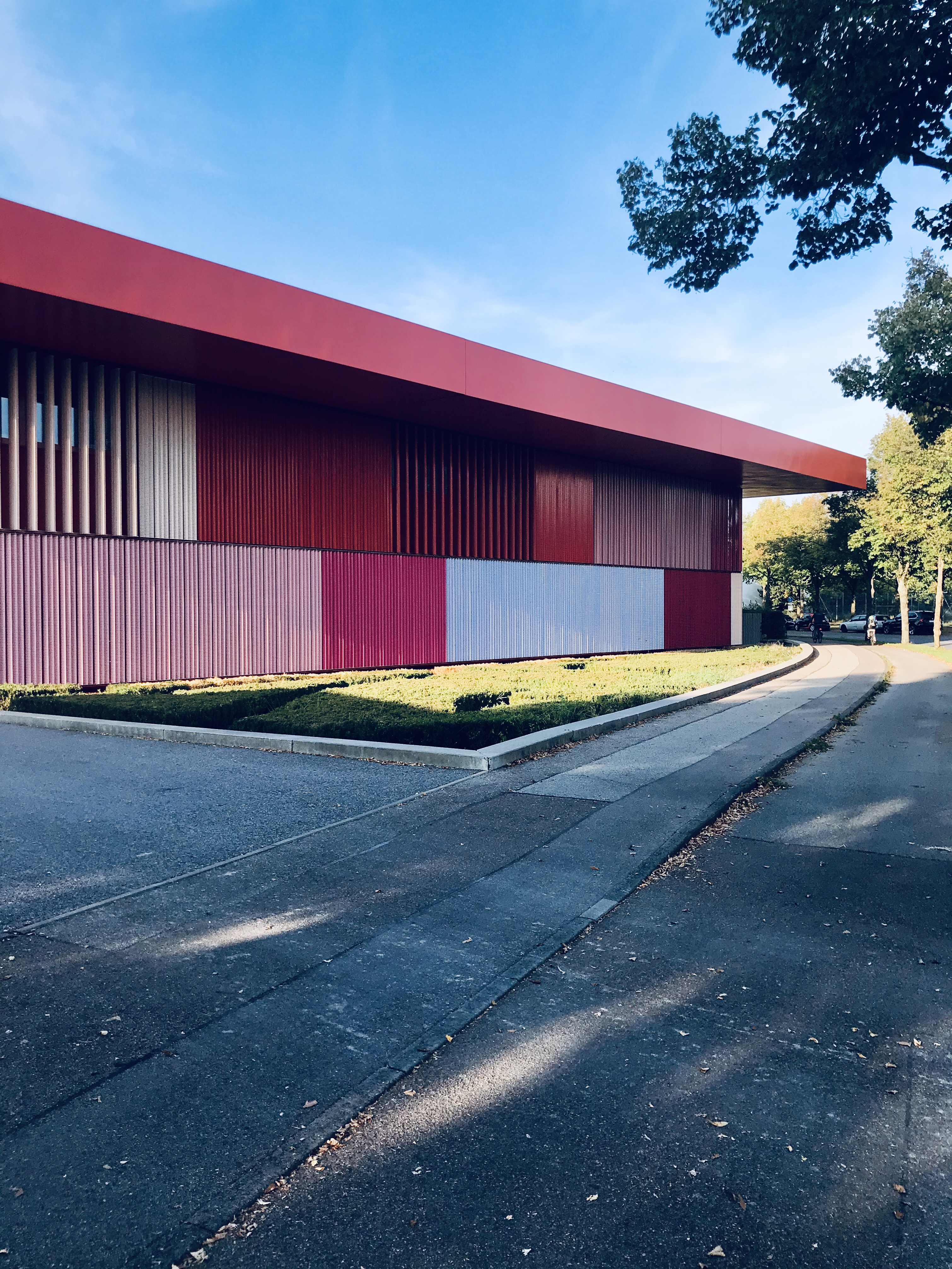
Lern- und Ausbildungszentrum, Ingolstadt

## Werdegang
Wolfgang Weinzierl wuchs als Sohn von Paul Weinzierl auf und studierte zwischen 1966 und 1968 Architektur an der TU München und anschließend bis 1972 Landschaftsarchitektur an der TU München. Von 1972 bis 1977 arbeitete er mit Hubert Weinzierl als Landschaftsplaner in Ingolstadt. Seit 1977 ist er als selbständiger Landschaftsarchitekt in der Villa Weinzierl von Franz Xaver Proebst tätig.
Seine Brüder sind der CSU-Politiker und bayerische Landtagsabgeordnete Alfons Weinzierl und der Umweltschützer Hubert Weinzierl.

## Mitgliedschaften und Kommissionen
- 1974–1994: Vorsitzender des Kunstvereins Ingolstadt
- 1983–1995: Vertreter der Landschaftsarchitekten in der Arbeitsgruppe Aus- und Fortbildung der Bayerischen Architektenkammer
- 1998–2002: Mitglied in der Beratergruppe „Städtebau und Ökologie“ für die Entwicklung der Messestadt Riem

## Arbeiten

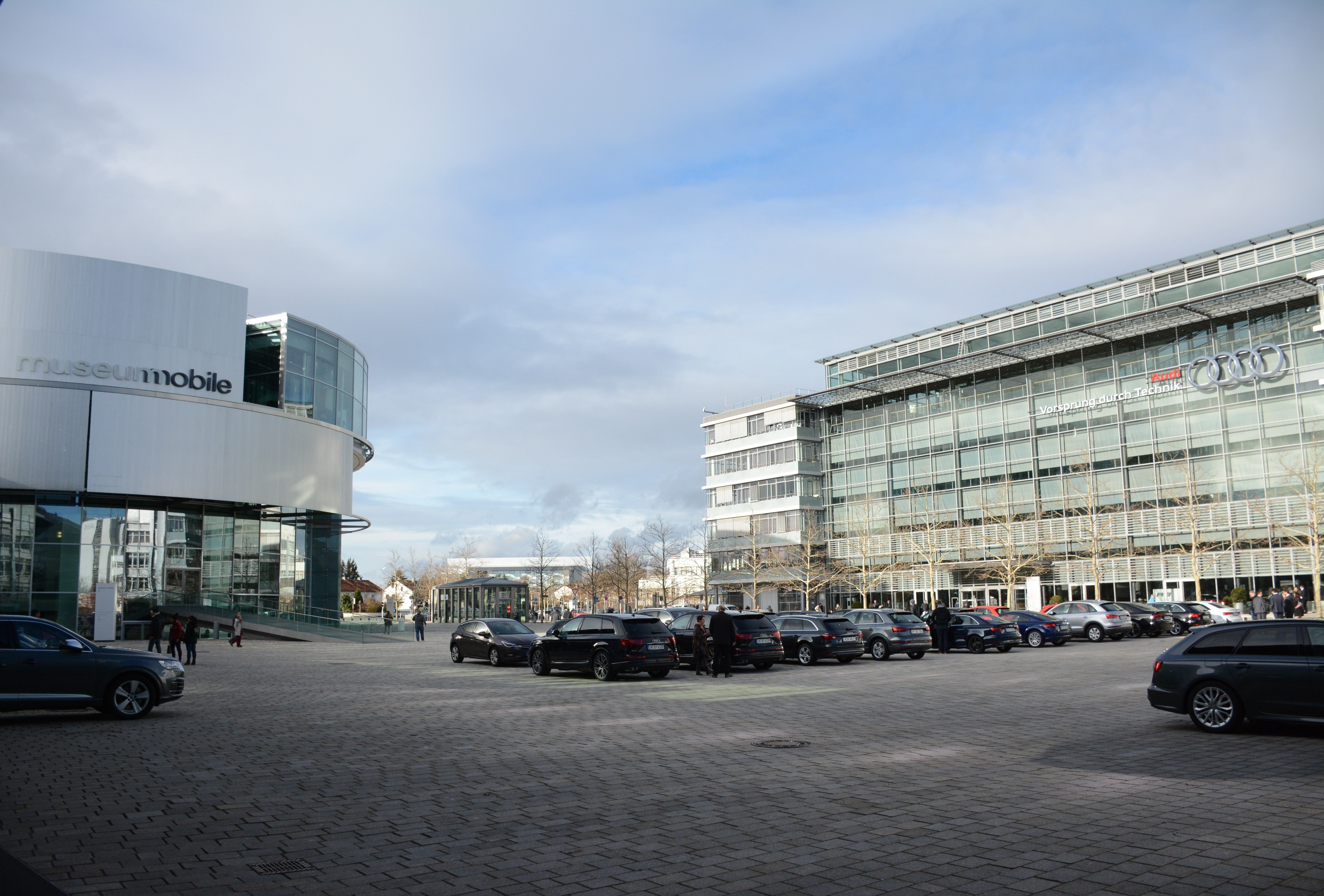
Audi Forum Ingolstadt

- 1997: Dr. Wilhelm-Reissmüller-Wohnstätte – Siedlung Permoserstraße, Ingolstadt (Architekt: Beck-Enz-Yelin-Rothgang, Bauingenieur: Sailer Stephan Bloos)[2][3]
- 1999–2001: Platzgestaltung Audi Forum Ingolstadt (Architekt: Vittorio Magnago Lampugnani)[4][5]
- 2006: Lern- und Ausbildungszentrum Ingolstadt (Architekt: Diezinger & Kramer, Bauingenieur: Johann Grad)[6]
- 2005–2006: Professor Fleischmann Halle, Ingolstadt mit (Architekt: Karl Frey, Bauingenieur: Sailer Stepan Partner)[7][8]
- 2011: Westpark Ingolstadt (Architekt: Helmut und Klaus Stich)
- 2012–2016: Freiräume Klosterschule Rebdorf (Architekt: Richard Breitenhuber)[9]
- 2004–2019: Donaumarkt Promenade, Regensburg mit Gerd Aufmkolk (Architekt: Vittorio Magnago Lampugnani, Bauingenieur: Goldbrunner + Grad)[10]
- 2018: 1. Preis Kammerspiele Ingolstadt (Architekt: Deubzer König + Rimmel)

## Auszeichnungen und Preise
- 2005: Anerkennung – Deutscher Architekturpreis für Lern- und Ausbildungszentrum Ingolstadt[11]
- 2022: Bayerischer Landschaftsarchitekturpreis für Donaumarkt Promenade, Regensburg[12]